# Solanum lesteri
Solanum lesteri là loài thực vật có hoa trong họ Cà. Loài này được Hawkes & Hjert. miêu tả khoa học đầu tiên năm 1963.